# الطرف الشرقي من لندن

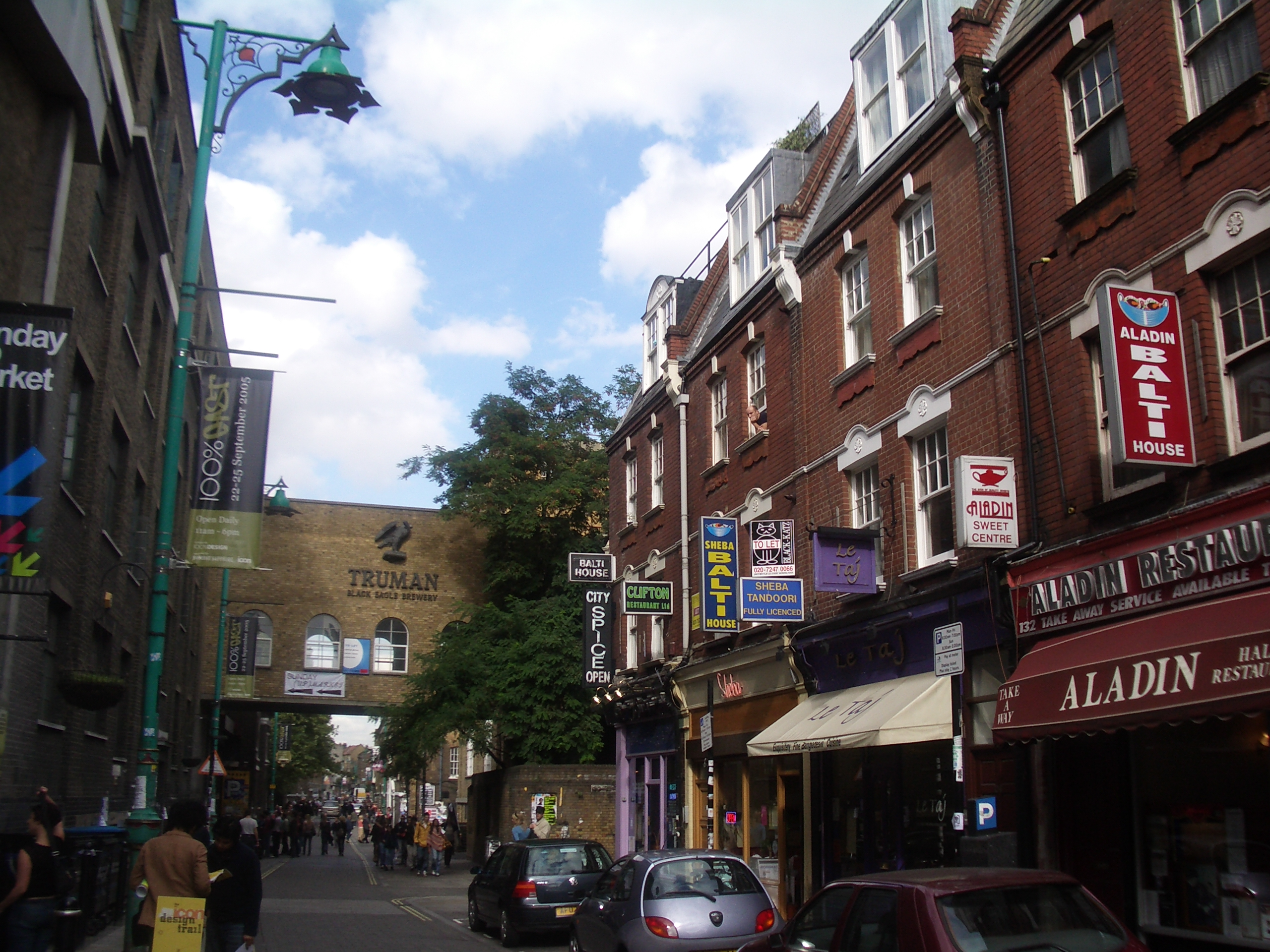
طريق بريك في الطرف الشرقي من لندن

الطرف الشرقي من لندن (بالإنجليزية: East End of London) هي تلك المساحة من لندن بإنجلترا الواقعة إلى الشرق من مدينة لندن المسورة في العصور الرومانية والعصور الوسطى، وإلى الشمال من نهر التيمز، ومع أنه لا تحددها حدود رسمية مقبولة عالمياً، إلا أنه يمكن اعتبار نهر لي (بالإنجليزية: River Lea) حدوداً أخرى.
بدأ استخدام مصطلح «الطرف الشرقي» بقصد الازدراء أو التحقير في أواخر القرن التاسع عشر، وذلك بسبب ازدياد أعداد سكان لندن الذي أدى إلى الاكتظاظ الشديد في جميع أنحاء المنطقة وزيادة تركيز الفقراء والمهاجرين.
تطور الطرف الشرقي سريعاً خلال القرن التاسع عشر، حيث كانت المنطقة في الأصل عبارة عن مجموعة من القرى تتجمع حول أسوار البلدة أو على طول الطرق الرئيسية، وتحيط بها الأراضي الزراعية، مع مستنقعات ومجتمعات صغيرة على ضفاف النهر، تقوم بخدمة السفن والبحرية الملكية. وحتى وصول الأحواض الرسمية، كان الشحن مطلوباً لتوضع البضائع في بركة لندن، ولكن الصناعات المرتبطة بالبناء والإصلاح وتموين السفن ازدهرت في المنطقة منذ عصر تيودور. اجتذبت المنطقة أعداداً كبيرة من سكان الريف الذين يبحثون عن عمل، وبدأت الموجات المتتالية من المهاجرين بإنشاء ضاحية جديدة خارج الجدار في القرن السابع عشر، وتبعهم النساجون الأيرلنديون، واليهود الأشكناز، ثم البنغاليون في القرن العشرين، وقد عمل كثير من هؤلاء المهاجرين في صناعة الملابس. وقد أدت وفرة العمالة غير الماهرة إلى تدني الأجور وسوء الأوضاع في جميع أنحاء الطرف الشرقي، مما جلب اهتمامَ المصلحين الاجتماعيين خلال منتصف القرن الثامن عشر، وأدى إلى تشكيل نقابات وجمعيات للعمال في نهاية هذا القرن. لقد ساهم التطرف في الطرف الشرقي في تشكيل حزب العمال، وتنظيم الحزب الشيوعي لأول مرة في إنجلترا هنا.

## أعلام
- لوري غرين
- نيك موران
- توني ميرشنت
- سولومون جويل